# Будённое (район имени Габита Мусрепова)
Будённое (каз. Буденное) — село в районе имени Габита Мусрепова Северо-Казахстанской области Казахстана. Входит в состав Нежинского сельского округа. Код КАТО — 596649200.

## Население
В 1999 году численность населения села составляла 908 человек (455 мужчин и 453 женщины). По данным переписи 2009 года, в селе проживало 808 человек (391 мужчина и 417 женщин).